# كونراد ريد
كونراد ريد (بالإنجليزية: Conrad Reid)‏ هو سياسي أمريكي، ولد في 30 سبتمبر 1802 في ويلكس بار في الولايات المتحدة، وتوفي في 24 مارس 1883.